# 高遠砂夜
高遠 砂夜（たかとお さや、1967年12月25日 - ）は、日本の小説家。石川県生まれ。『はるか海の彼方に』で第20回コバルト・ノベル大賞佳作入選。
代表作は『姫君と婚約者』『レィティアの涙』『レヴィローズの指輪』。

## 作品リスト

### シリーズ
- 姫君と婚約者シリーズ（挿絵：赤坂RAM）
  - 姫君と婚約者1～12巻
  - 星のカーニバル

- レィティアの涙シリーズ（挿絵：赤坂RAM）
  - レィティアの涙
  - 白き乙女
  - 氷の柩
  - 黄昏の館
  - 海風の笛
  - 折れた翼

- レヴィローズの指輪シリーズ（挿絵：起家一子）

- 純情少年物語シリーズ（挿絵：JUDAL）
  - アシュネの章
  - エルドラの章
  - 最終章

- 聖獣王（クロスティア）の花嫁シリーズ（イラスト：起家一子）
  - 聖獣王の花嫁
  - 剣を継ぐ姫
  - アルティナスの迷宮
  - 破滅を告げる使者
  - 黒衣の王女
  - 闇水晶の檻
  - エルシュローザの矢
  - 螺旋の風
  - リィリィ姫の謀略

- オデットシリーズ（イラスト：起家一子）
  - オデットと魔王の宝珠
  - オデットと黒薔薇の王冠
  - オデットと秘密の鍵

### 短編
- 銀と黒のカノン（挿絵：徳田みどり）
- 蒼のリフレイン（挿絵：小宮なつ）
- 刃をまとう少女（挿絵：起家一子）
- 月の裏側へ渡る船（挿絵：綾坂美江）